# Yermo
Yermo là một chi thực vật có hoa trong họ Cúc (Asteraceae).

## Loài
Chi Yermo gồm các loài: